# Koléa
Koléa (arabe : القليعة) est une commune de la wilaya de Tipaza en Algérie située à 26 km à l'ouest d'Alger, dans le Sahel algérois.
Fondée au XVIe siècle à l'emplacement d'un établissement romain connu sous le nom de Casae Calventi pour accueillir les maures expulsés d'Espagne. Avec ses 54 401 habitants en 2008, elle est la commune la plus peuplée de la wilaya de Tipaza.

## Géographie

### Situation
La commune de Koléa est située au nord-ouest de la wilaya d'Alger, à environ 26 km au nord-ouest d'Alger, 56 km à l'est de Tipaza et 20 km au nord de Blida
Elle se situe à la fois dans le prolongement Ouest de l’aire métropolitaine d’Alger, à la croisée des chemins entre Alger, Blida et Tipaza, donnant à la fois sur la Mitidja et sur la mer.
| Fouka  | Fouka                             | Douaouda                                  |
| Chaiba | Koléa                             | Mahelma (wilaya d'Alger)                  |
| Chaiba | Ouled El Alleug (wilaya de Blida) | Boufarik et Ben Khellil (wilaya de Blida) |

### Relief et hydrographie
Koléa est située sur le revers méridional du Sahel à 40 mètres d'altitude, entre la Méditerranée dont elle est distante de 5 km et la plaine de la Mitidja. Le territoire de la commune est constitué de deux plaines, une haute située sur le Sahel algérois où se situe la ville et une seconde, basse au niveau de la Mitidja, occupée par de vastes champs agricoles.
Les deux plaines sont séparées par l'oued Mazafran qui traverse d'est en ouest. Un second cours d'eau, l'oued Fatis la borde au sud-est. À l'Est se trouve le bois Moctaa Kheira, peu à peu rattrapé par l'extension de la ville.

### Climat
Koléa se caractérise par un climat méditerranéen, doux en hiver et un peu chaud en été.

### Transports
Deux routes nationales s'y croisent, la RN69 qui va de Douaouda à Blida et la RN67 qui ceinture la Mitidja par le nord allant de Boufarik à Cherchell .
Du fait de sa position géographique, Koléa est un véritable carrefour routier. De ce fait, la ville possède une grande gare routière qui assure des liaisons vers le côté Ouest de la capitale ( Zeralda 09 km, Chéraga 15 km, Douera 22 km, Alger-Centre 26 km, etc.) et une autre gare qui assure des liaisons vers Blida, Boufarik, Bousmail, Khemis Miliana, Chlef, etc.
En plus des liaisons vers les villes limitrophes Fouka, Douaouda, etc.
Entre 1900 et 1936, la ville était desservie par les chemins de fer.

### Localités de la commune
En 1984, la commune de Koléa est constituée des localités et domaines suivants : Koléa, Mouaz, Rond-Point du Mazafran (avec neuf domaines autogérés)
L'agglomération chef-lieu est la ville de Koléa en conurbation avec Ali Amari qui dépend de la commune de Fouka. Deux agglomérations secondaires, la Cité Billal (Mouaz) anciennement appelée Zoud El Abbes puis Saint-Maurice et Mazafran.

## Toponymie
L'origine de son nom est attribué au mot arabe el-kalaâ et signifie « fortin », elle était également orthographiée à l'époque coloniale : Coléa, Koléah ou Coléah.

## Histoire

### Période ottomane
La ville de Koléa a été fondée en 1550 par Hassan Pacha pour accueillir les Maures expulsés d'Andalousie. En 1825, Koléa est détruite par un tremblement de terre et immédiatement reconstruite.

### Période de la colonisation française

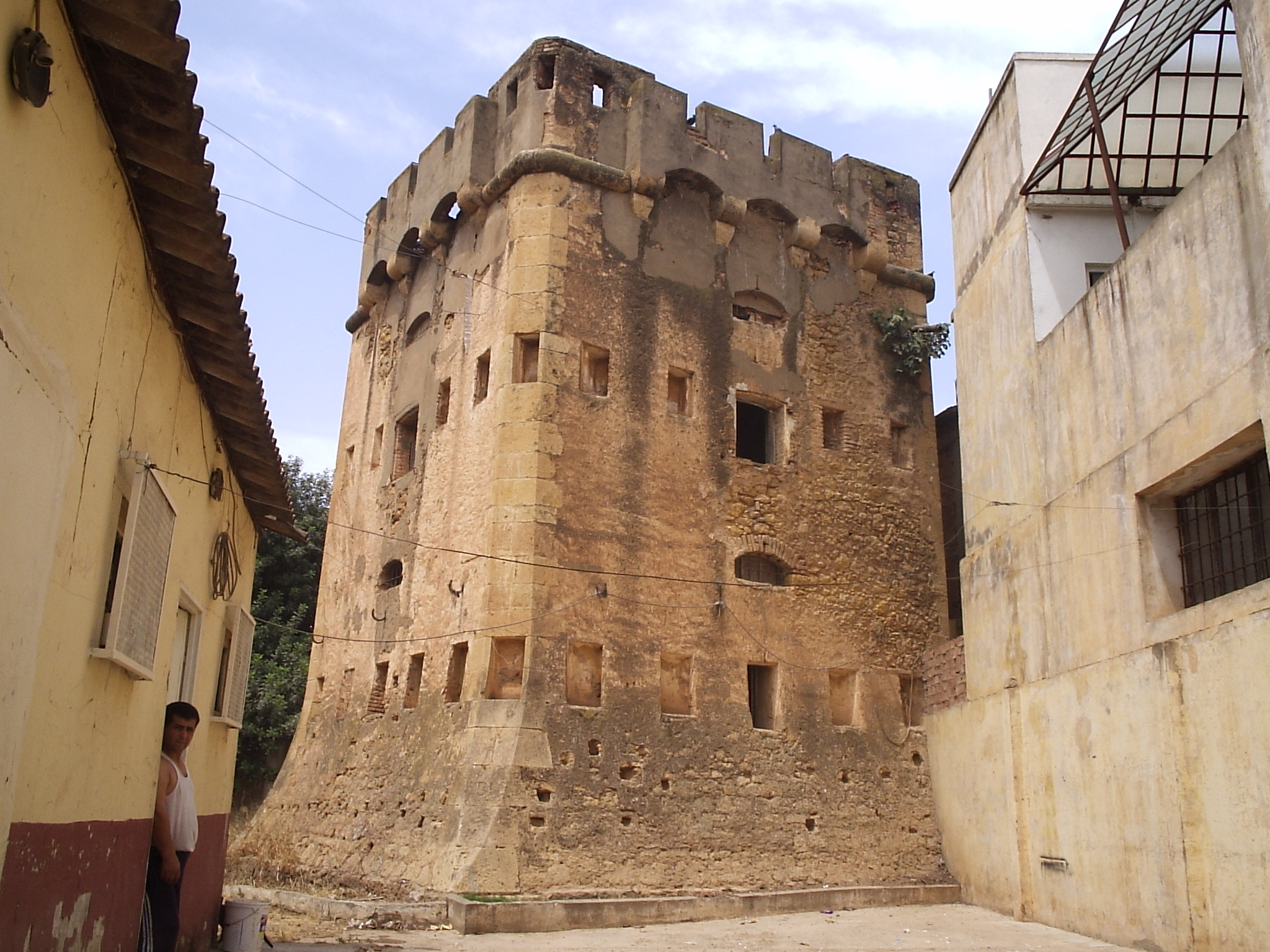
Le blockhaus de Tombourouf construction ottomane rénové par les Français

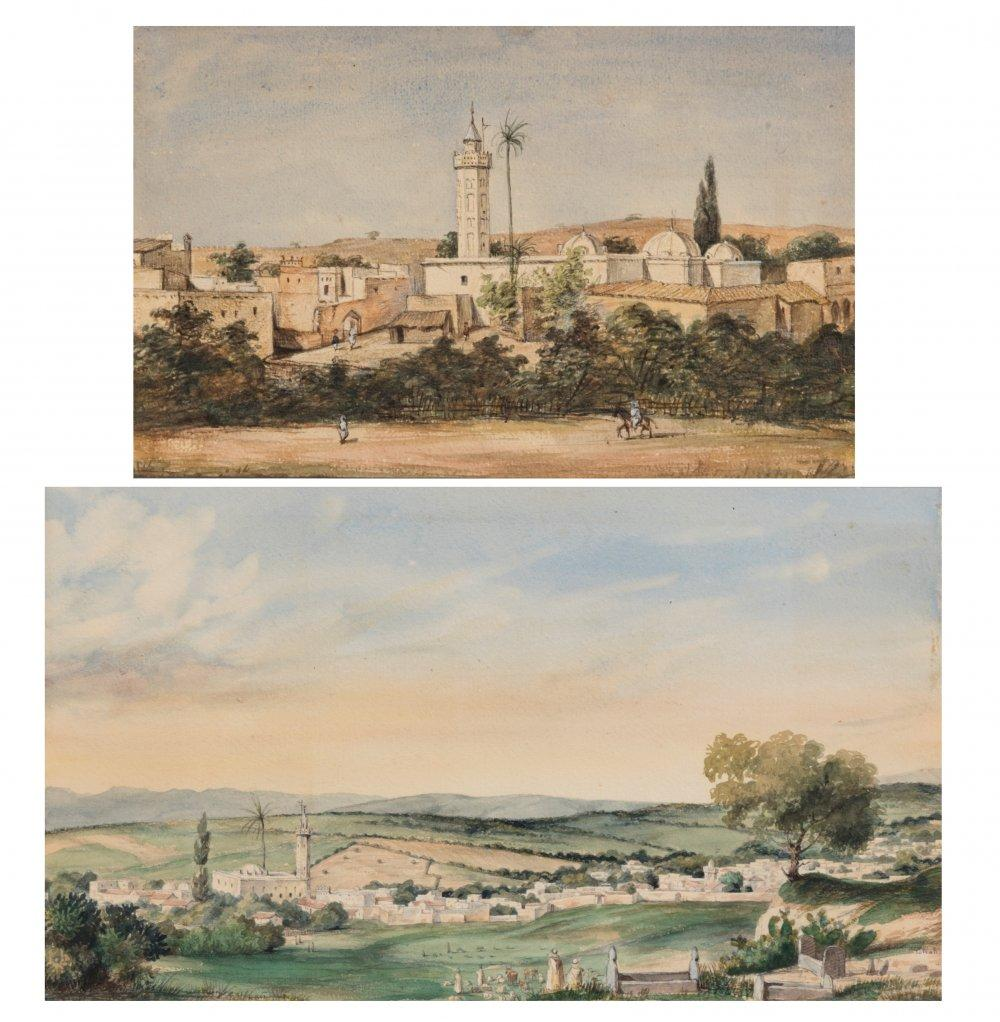
Vue de la ville de Koléa, 1835.

Après la prise d'Alger, le 5 juillet 1830, l'administration française d'occupation commence à réfléchir aux moyens permettant de renforcer sa présence et de lui donner une assise. C'est ainsi que les Français sont amenés, à l’époque du général Pierre Berthezène (nommé gouverneur le 20 juillet 1831) à adopter une politique d’apaisement. Berthezène désigne Mohieddine, cheikh de la zaouïa de Koléa, à la fonction d’agha des Arabes compte tenu de l’autorité et de l'influence dont celui-ci jouissait auprès des habitants de la Mitidja afin qu’il soit l'intermédiaire entre ceux-ci et le gouverneur français. El Hadj Mahieddine accepte la mission d’assurer la sécurité autour de Koléa, de Bou Ismaïl et dans la partie de la Mitidja situé à proximité. Mais il pose une condition : que les Français ne sortent pas de la banlieue d’Alger.
Le duc de Rovigo, Anne Jean Marie René Savary, qui remplace Pierre Berthezène au poste de gouverneur général en 1832, se persuade qu'El Hadj Mahieddine pousse les musulmans à s’insurger. Il fait arrêter des membres de sa famille, en particulier son neveu Mohammed Ben Allel. Il impose une lourde indemnité à la ville de Koléa que les troupes du corps expéditionnaire n'avaient pas encore occupée. En 1833 Théophile Voirol, nommé nouveau gouverneur général après la mort de Rovigo, fait libérer les membres de la famille d'El Hadj Mahieddine et les fait reconduire à Koléa sous escorte militaire. Il restitue même une bonne partie de l’amende. El Hadj Mahieddine et sa famille se sont alliés à l’Émir Abdelkader qui nomme Mohammed ben Allal à Miliana au poste de khalifa pour le Zaccar et le haut Cheliff.
En mars 1838, le colonel Lamoricière occupe la ville de Koléa avec, notamment, les trois premiers bataillons de Zouaves constitués par la France quelques années auparavant.
En 1872, à la suite de la guerre franco-prussienne de 1870-1871, le 1er régiment de zouaves, initialement stationné à Alger, est recréé à Koléa. Il y tenait encore garnison en 1886.
En 1939, la ville reçoit la visite du Duc d'Orléans.

## Démographie
| 1858  | 1865  | 1884  | 1892  | 1897  | 1902  | 1960   | 1987   | 1998   |
| ----- | ----- | ----- | ----- | ----- | ----- | ------ | ------ | ------ |
| 2 637 | 2 549 | 4 267 | 4 461 | 4 988 | 4 503 | 21 963 | 33 115 | 42 678 |

| 2008   | - | - | - | - | - | - | - | - |
| ------ | - | - | - | - | - | - | - | - |
| 54 401 | - | - | - | - | - | - | - | - |

Populations des différentes agglomérations en 1987 : Koléa, 33 115 hab.
Populations des différentes agglomérations en 1998 : Koléa, 50 082 hab. (en conurbation avec Ali Amari et 39 774 seule); Haï Billal, 1 641 hab. ; Mazafran, 1 263 hab.
Populations des différentes agglomérations en 2008 : Koléa, 61 643 hab. (en conurbation avec Ali Amari)

## Administration et politique
La commune de Koléa est créée le 6 août 1844 dans le cadre du commissariat civil, elle fut érigée en commune de plein exercice par décret du 21 novembre 1851 incluant Douaouda, Fouka, Zeralda, Castiglione et Tefeschoun. Koléa faisait partie de l'arrondissement de Blida, elle deviendra chef-lieu de Daïra dans la Wilaya de Blida créée en 1974 avant qu'elle ne soit transférée dans la Wilaya de Tipaza créée en 1984.

## Économie
Industrie
Koléa possède au sud une zone industrielle appelée Mazafran.
Banques
- La Banque nationale d'Algérie (BNA)
- La CNEP-Banque
- Le Crédit populaire d'Algérie (CPA)
- La Banque de l’agriculture et du développement rural (B.A.D.R.)
- La Banque de Développement Local (BDL)
- La BNP Paribas
- La Société générale
- AGB Arabian Golf Bank

Un important marché de véhicules d'occasion se tient chaque mardi en dehors de la ville.

## Culture et patrimoine

### Musique

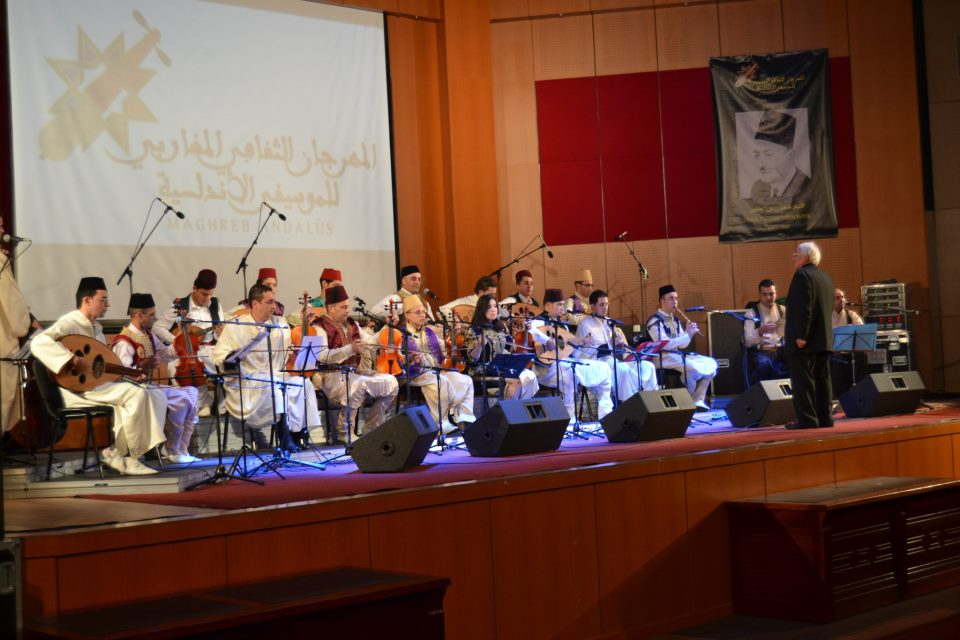
Soirée andalouse à Koléa.

La ville possède trois associations de musique andalouse : Dar El Gharnatia, El Bachtarzia et El Fen El acil. Elle est connue également par la musique chaâbi , dont elle est représentée par le chanteur cheikh M'Hamed Bourahla. À l'instar d'autres anciennes villes de garnison turque, la musique zorna est omniprésente dans la célébration des mariages et les fêtes religieuses.
En outre des festivals organisés fréquemment par les associations locales, la ville abrite chaque année un important festival international de musique andalouse.
Il y avait aussi à une certaine époque, une école de Châabi appelée " El-Bassatine".

### Théâtre
Koléa possède également une troupe théâtrale, le Mouvement théâtral de Koléa (MTK), créé en 1964. Les journées théâtrales " Masrah el Fordja " de Koléa sont tenues chaque année dans la ville.
Artisanat
La ville abrite plusieurs activités artisanales, dont la fabrication de meubles en rotin ou en osier, ma'zhar (eau d'oranger ) ou el Chbika ainsi que les petits métiers des femmes au foyer : broderie (fetla, s'radja), crochet, tricot (m'chakel) et vannerie.

### Patrimoine

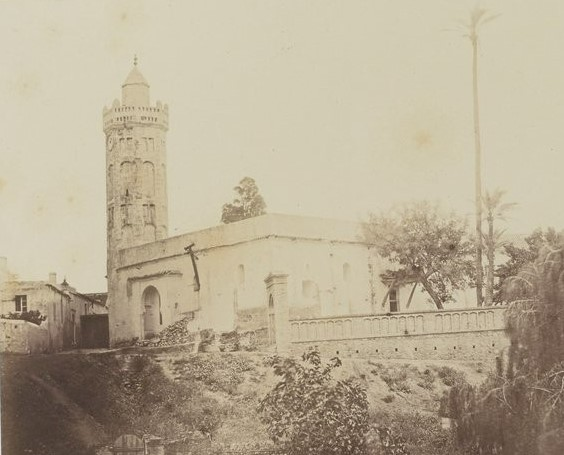
Grande mosquée de Sidi-Embarrek au milieu du XIXe siècle.

La Zaouïa de Sidi Ali Embarek a été fondée par Sidi Ali Embarek, saint personnage du XVIIe siècle, originaire de la Plaine de Ghriss et enterré dans la zaouïa, sur laquelle on a élevé plus tard une Koubba, devenue un lieu de pèlerinage. La mosquée El-Attik est la plus ancienne mosquée de la ville, elle fut construite au XVIIIe siècle.
Les Turcs font construire quatre blockhaus dans la ville pour surveiller la plaine de la Mitidja et les alentours, il n'en reste aujourd'hui qu'un seul qui se trouve dans le quartier de Tombourouf.
L'imposant hôtel de ville a été construit entre 1896 et 1900.
En plus des mosquées, il y avait également à l'époque coloniale française, une église catholique, un temple protestant et une synagogue, aujourd'hui tous disparus.

## Enseignement

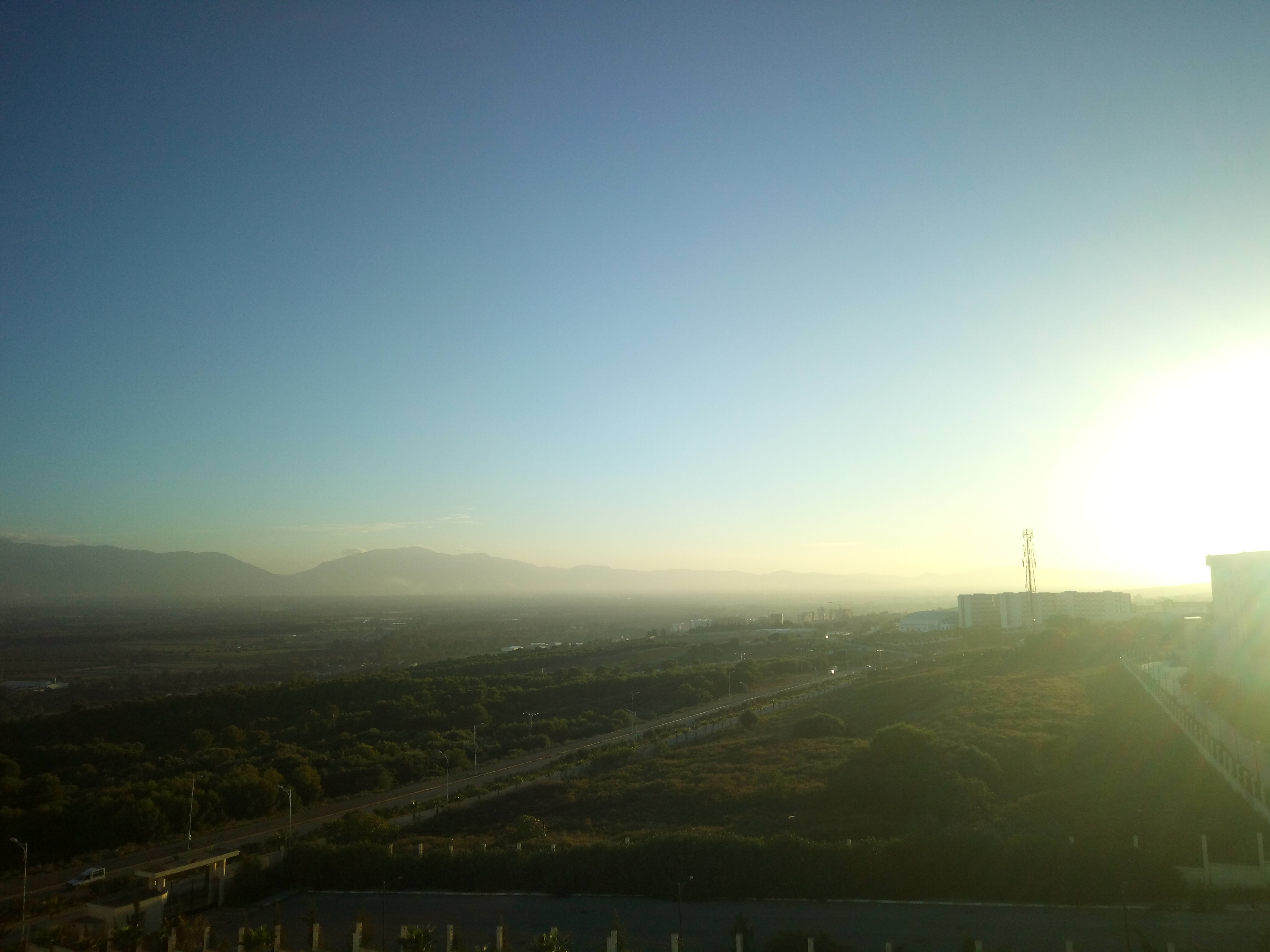
Vue depuis les hauteurs de la commune de Koléa, au sein du nouveau campus universitaire. A l'horizon, plaines de la Mitidja, Montagnes de Chréa, l'accès aux gorges de la Chiffa.

Koléa compte vingt écoles primaires, sept collèges ainsi que quatre lycées et un centre de formation professionnelle.
La ville est dotée aussi d'écoles et d'instituts dont :
- l’École Supérieure des Transmissions (école militaire) ;
- l’École Nationale des Impôts ;
- l'Institut d’Économie Douanière et Fiscale IEDF ;

Un nouveau pôle universitaire comportant :
- l’École Supérieure du Commerce ESC ;
- l’École des Hautes Études Commerciales EHEC (ex-INC) ;
- École Supérieure de Gestion et d’Économie Numérique ESGEN ;
- l’École Nationale Supérieure de Management ENSM ;
- L’École Nationale Supérieure de Statistique et de l’Économie Appliquée ENSSEA (ex-INPS).

D'autres écoles sont en voie de réalisation, :
- l’École supérieure de magistrature ;
- le Centre national de la photographie d’art ;
- l’École nationale de l'administration pénitentiaire ;
- l’École nationale de football.

## Sport
La commune possède un stade semi olympique avec un terrain principal en gazon naturel et trois terrains de réplique, un stade communal et une piscine semi olympique. Le principal club de football de la ville, est l'ESM Koléa, fondé en 1946 ainsi qu'une équipe de Handball.

## Personnalités liées à la commune
- Sidi Ali Embarek, imam et saint patron de la ville
- Mahiedine hadj seghir, khalifa de l'émir Abd el-Kader
- Mohammed Ben Allel, khalifa de l'émir Abd el-Kader, une figure centrale de la résistance à la conquête de l'Algérie
- Sofiane Sebihi, boxeur
- M'Hamed Bourahla, chanteur du chaâbi
- Ali André Mécili, homme politique algérien
- Reda Taliani, chanteur et musicien de raï
- Charles Marchal, journaliste et homme politique français.
- Belheouane Mohammed, militant FLN, mort durant la Guerre d'Algérie (commissaire politique de l'FLN de la région)
- Khelifa Zizi, mathématicien, maître de conférences à l'université de Reims